# Morningwood
Morningwood fue una banda de rock alternativo de Nueva York, EE. UU., fundada en 2001. La banda firmó con Capitol Records.

## Carrera
Su álbum debut Morningwood, fue producido por Gil Norton, conocido por su trabajo con Pixies, Foo Fighters, y Echo and the Bunnymen. Los sencillos del álbum son "Nth Degree", "Jetsetter" y "New York Girls". Realizaron una gira junto a Mindless Self Indulgence, Head Automatica, Gang of Four, Kasabian y The Sounds en diversos tramos de Estados Unidos en el año 2006.
Su canción "Nth Degree" se ha utilizado en comerciales de la marca de vehículos Mercury, con la actriz Jill Wagner. Otra de sus canciones, "Nü Rock", fue utilizado en los videojuegos Burnout Revenge, SSX On Tour y Thrillville. Una versión demo de Morningwood, una canción llamada "Warrior" fue utilizada en un anuncio de televisión para la marca de zapatos Payless. Aparecieron tres veces en The Late Show with David Letterman, dos veces en Last Call with Carson Daly, una vez en The Tonight Show, una vez en Jimmy Kimmel Live! y dos veces en CD USA. Han transmitido en vivo en MTV Studios a la medianoche en Human Giant una maratón de 24 horas. En 2008 la canción "New York Girls" fue utilizada en Sex and the City.
La vocalista de la banda, Chantal Claret es famosa por quitarse la ropa en público, por lo general, cuando interpretan la canción "Take Off Your Clothes" (Quítate la ropa). A menudo sube un espectador valiente a quitarse la ropa también.
La banda está terminando de trabajar en un nuevo álbum.
La popular canción de la banda "Best of Me" se usó como la canción principal del programa de VH1, Daisy of Love.

## Discografía

### Álbumes
- Morningwood (2006)
- Diamonds & Studs (2009)

### EP
- Morningwood (2005)
- Sugarbaby (2008)

### Sencillos
- New York Girls (Capitol Records, 2005) Fuente
- It's Tits 12" (lanzamiento propio)
- Sugarbaby (Capitol Records, 2008)

| Año  | Título       | Posicionamiento en listas | Álbum       |
| Año  | Título       | Modern Rock Tracks        | Álbum       |
| ---- | ------------ | ------------------------- | ----------- |
| 2005 | "Nth Degree" | #30                       | Morningwood |